# 부산광역시 소방재난본부
부산광역시 소방재난본부(한국 한자: 釜山廣域市 消防災難本部, 영어: Busan Metropolitan City Fire Disaster Headquarters)는 부산광역시를 관할하는 부산광역시청 산하의 소방본부이다. 부산광역시 연제구 고분로 216에 위치하고 있으며, 본부장은 소방정감으로 보한다.
산하에 12개 소방서, 1개 소방학교, 1개 특수구조단을 두고 있다.

## 연혁
- 1963년 1월 부산직할시 경찰국 경비통신과 소방계 설치
- 1972년 6월 부산직할시 소방본부 설치
- 1991년 12월 소방항공대 설치
- 2006년 7월 부산광역시 소방학교 개교
- 2013년 7월 부산광역시 소방안전본부로 변경
- 2019년 1월 부산광역시 소방재난본부로 변경

### 역대 본부장
| 대수   | 이름   | 임기                                |
| ------ | ------ | ----------------------------------- |
| 제1대  | 박봉휘 | 1972년 1월 1일 ~ 1973년 12월 30일   |
| 제2대  | 이문상 | 1973년 12월 31일 ~ 1974년 2월 25일  |
| 제3대  | 배한상 | 1974년 2월 27일 ~ 1975년 7월 5일    |
| 제4대  | 강판녕 | 1975년 7월 5일 ~ 1976년 8월 4일     |
| 제5대  | 신상돈 | 1976년 8월 5일 ~ 1978년 2월 14일    |
| 제6대  | 정남석 | 1978년 2월 15일 ~ 1978년 8월 3일    |
| 제7대  | 김대양 | 1978년 8월 4일 ~ 1981년 12월 13일   |
| 제8대  | 이형우 | 1981년 12월 14일 ~ 1983년 12월 20일 |
| 제9대  | 송태용 | 1983년 12월 20일 ~ 1984년 3월 25일  |
| 제10대 | 백정태 | 1984년 4월 16일 ~ 1988년 6월 30일   |
| 제11대 | 오세억 | 1988년 7월 4일 ~ 1992년 12월 31일   |
| 제12대 | 강원도 | 1993년 1월 1일 ~ 1994년 3월 14일    |
| 제13대 | 이무열 | 1994년 3월 15일 ~ 1995년 10월 8일   |
| 제14대 | 이학기 | 1995년 10월 9일 ~ 1996년 11월 7일   |
| 제15대 | 성무   | 1996년 11월 8일 ~ 1998년 3월 31일   |
| 제16대 | 신주영 | 1998년 4월 1일 ~ 1999년 4월 25일    |
| 제17대 | 김명현 | 1999년 4월 26일 ~ 2001년 12월 18일  |
| 제18대 | 김철종 | 2001년 12월 19일 ~ 2004년 1월 11일  |
| 제19대 | 임용배 | 2004년 1월 12일 ~ 2004년 6월 24일   |
| 제20대 | 김차수 | 2004년 7월 1일 ~ 2005년 6월 30일    |
| 제21대 | 이기환 | 2005년 7월 1일 ~ 2007년 1월 29일    |
| 제22대 | 최웅길 | 2007년 2월 13일 ~ 2008년 2월 9일    |
| 제23대 | 변상호 | 2008년 3월 20일 ~ 2009년 11월 4일   |
| 제24대 | 신현철 | 2009년 11월 5일 ~ 2011년 8월 8일    |
| 제25대 | 이동성 | 2011년 8월 9일 ~ 2014년 3월 31일    |
| 제26대 | 류해운 | 2014년 4월 1일 ~ 2016년 7월 3일     |
| 제27대 | 김성곤 | 2016년 7월 4일 ~ 2017년 7월 26일    |
| 제28대 | 윤순중 | 2017년 7월 27일 ~ 2018년 10월 4일   |
| 제29대 | 우재봉 | 2018년 10월 5일 ~ 2019년 9월 22일   |
| 제30대 | 변수남 | 2019년 9월 23일 ~ 2021년 4월 16일   |
| 제31대 | 이흥교 | 2021년 4월 17일 ~ 2021년 12월 3일   |
| 제32대 | 이상규 | 2021년 12월 22일 ~ 2023년 2월 13일  |
| 제33대 | 허석곤 | 2023년 2월 13일 ~ 2024년 6월 29일   |
| 제34대 | 김조일 | 2024년 6월 30일 ~                   |

## 조직
| - 소방행정과 - 소방행정계 - 소방조직관리계 - 기획예산계 - 회계재산계 | - 방호조사과 - 방호계 - 전술훈련계 - 화재조사계 - 장비관리계 | - 구조구급과 - 구조계 - 구급계 - 생활안전계 - 소방홍보계 | - 종합상황실 - 상황분석계 - 정보통신계 - 상황관리계 - 구급상황관리센터 | - 재난예방담당관 - 예방지도계 - 소방제도계 - 위험물안전계 - 재난안전조사계 | - 소방감사담당관 - 청렴감찰계 - 감사계 - 법무수사계 - 보건안전계 | - 특수구조단 - 운영지원계 - 특수구조대 - 119항공대 - 수상구조대 | - 119안전체험관 - 체험지원계 - 체험기획계 - 체험운영계 |

## 주요 업무

### 소방행정과
- 소방행정, 정책기획, 소방예산, 보건안전복지

### 화재예방과
- 화재예방, 위험물안전, 화재안전조사, 소방사법

### 재난대응과
- 대응총괄, 긴급대응, 화재조사, 재난협력

### 구조구급과
- 구조총괄, 구급총괄, 구급품질, 특수재난대책

### 소방감사과
- 공직기강, 소방감사, 청렴법무, 감찰조사

### 119종합상황실
- 상황관리지원, 재난정보기획,정보통신관리, 정보통신보안, 재난정보분석

### 인사담당관
- 소방조직, 인사정책, 인사관리, 인재선발

### 생활안전담당관
- 생활안전, 도민안전지원, 안전교육, 언론공보

### 회계장비담당관
- 회계운영, 계약관리, 소방자산관리, 장비관리, 소방건축

## 산하기관
| - 부산중부소방서 - 부산진소방서 - 부산동래소방서 - 부산북부소방서 | - 부산사하소방서 - 부산해운대소방서 - 부산금정소방서 - 부산사상소방서 | - 부산남부소방서 - 부산강서소방서 - 부산항만소방서 | - 부산기장소방서 - 부산광역시 소방학교 - 부산광역시 특수구조단 |

## 같이 보기
- 대한민국 소방청
- 대한민국의 소방
- 대한민국 소방공무원